# Portland Trail Blazers
Los Portland Trail Blazers (en español, Pioneros de Portland), también conocidos simplemente como Blazers, son un equipo profesional de baloncesto de los Estados Unidos con sede en Portland, Oregón. Compiten en la División Noroeste de la Conferencia Oeste de la National Basketball Association (NBA) y disputan sus partidos como locales en el Moda Center.
Los Blazers han llegado a las Finales de la NBA en tres ocasiones, ganando su único campeonato en 1977 y finalizando subcampeones en 1990 y 1992. Además, el equipo se ha clasificado para playoffs en 25 de las 36 temporadas que llevan en la NBA desde su existencia, incluyendo una racha de 21 apariciones consecutivas desde 1983 hasta 2003.
Seis jugadores que pertenecen al Basketball Hall of Fame han vestido la camiseta de los Blazers (Lenny Wilkens, Bill Walton, Clyde Drexler, Dražen Petrović, Arvydas Sabonis y Scottie Pippen) y cuatro han sido reconocido por la NBA como uno de los 50 mejores jugadores de la historia de la liga (Scottie Pippen, Lenny Wilkens, Bill Walton y Clyde Drexler). Walton es el jugador más exitoso de la historia de los Blazers, habiendo ganado el MVP de las Finales en 1977 y el MVP de la temporada al año siguiente. Geoff Petrie, Sidney Wicks, Brandon Roy y Damian Lillard han recibido el premio Rookie del Año con el equipo, Mike Schuler y Mike Dunleavy el de Mejor Entrenador del Año, y Lenny Wilkens y Jack Ramsay han sido incluidos en el Hall of Fame como entrenadores.
Los Blazers son además una de las franquicias NBA con mayor apoyo del público; desde 1977 hasta 1995, el equipo llenó su estadio durante 814 partidos en casa consecutivos, la mayor racha en la historia del deporte profesional estadounidense hasta ese momento, siendo desde entonces solo sobrepasados por los Boston Red Sox en la MLB.

## Historia

### 1970-1974: Fundación y primeros años

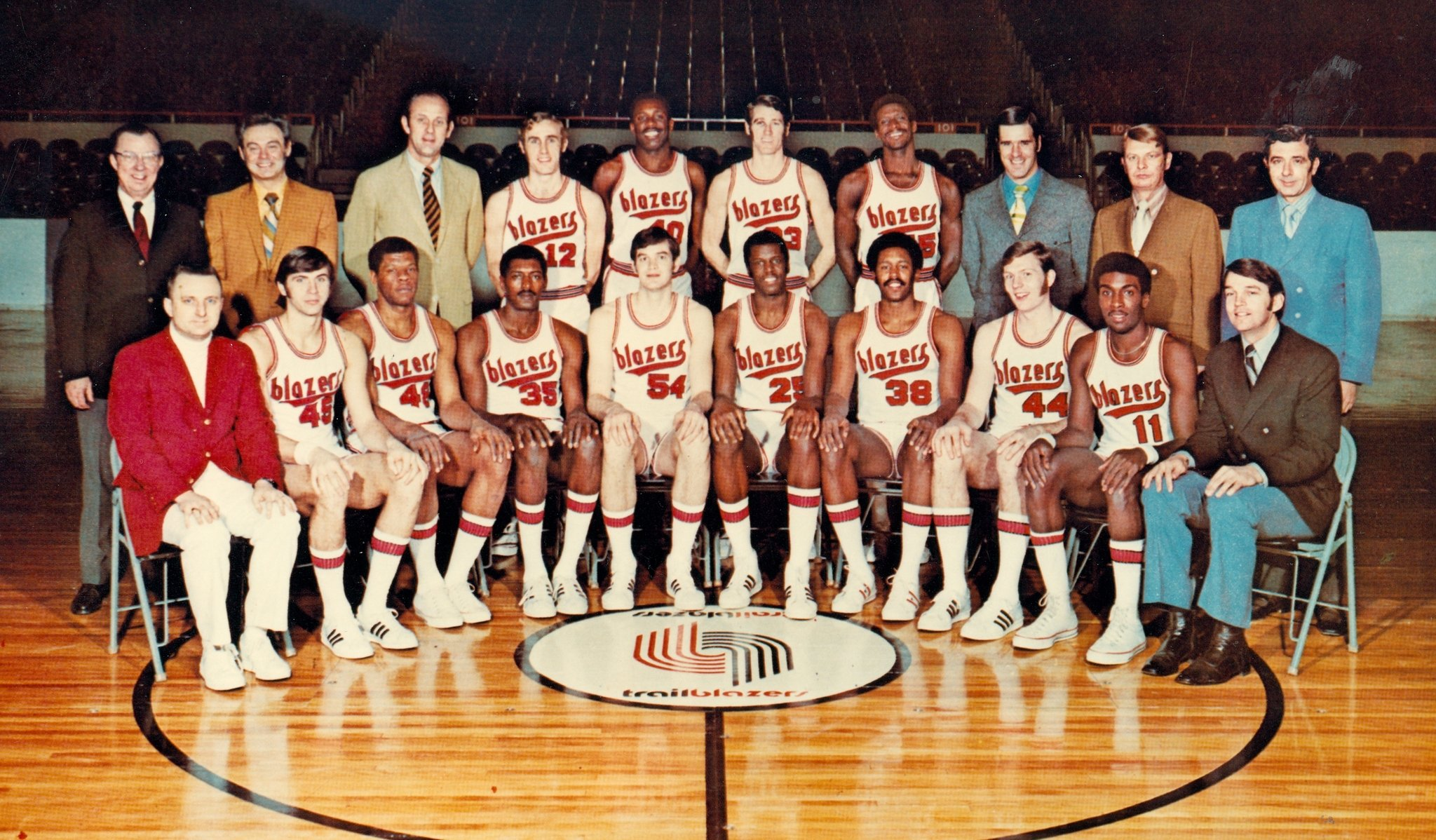
Primera plantilla de los Blazers, en la Temporada 1970-71.

El 6 de febrero de 1970, y tras el pago de 3,7 millones de dólares, la ciudad de Portland conseguía tener un equipo en la NBA, fruto de la expansión de ese mismo año. Junto a los Blazers, Buffalo Braves (hoy Los Angeles Clippers) y Cleveland Cavaliers, se unieron también a la liga. El equipo se construyó alrededor de Geoff Petrie, una primera ronda del Draft proveniente de la Universidad de Princeton, y el alero de 2,08 LeRoy Ellis, que consiguieron en el draft de expansión.
Los Blazers debutaron en la liga el 16 de octubre de 1970, derrotando a los también novatos Cleveland Cavaliers por 115-112. Jim Barnett anotó el primer punto en la historia de la franquicia. Entrenados por Rolland Todd, técnico procedente de la Universidad de Nevada-Las Vegas, los Blazers finalizaron la temporada con un balance de 29 victorias y 53 derrotas, respetable para tratarse de una franquicia en expansión. En aquella temporada, los aficionados de los Blazers pudieron disfrutar de varias actuaciones memorables individuales, como los 26 rebotes de Ellis en un partido (récord vigente hasta 1975, cuando fue superado por Sidney Wicks con 27), y los 12 rechaces capturados en un cuarto por el mismo jugador semanas después ante New York Knicks. Barnett también consiguió un récord que tardó en batirse al anotar los 16 tiros libres que intentó el 18 de noviembre ante Atlanta Hawks.
A pesar de todo, las decepciones también tuvieron cabida a lo largo de la campaña. El 24 de noviembre, los jóvenes Blazers fueron superados por una diferencia de 52 puntos por Baltimore Bullets. Una de las mejores noticias fue Geoff Petrie, promediando 24.8 puntos por partido, séptimo mejor promedio anotador en la liga, y ganando el Rookie del Año junto con Dave Cowens, de Boston Celtics.
Después de un prometedor primer año en la NBA, los Blazers descendieron de manera considerable el nivel de juego y solo pudieron ganar 18 encuentros en la segunda temporada. Todd fue despedido como entrenador tras 56 partidos y Stu Inman se encargó de reemplazarle para los últimos 26 partidos de competición. En una campaña negativa hubo momentos memorables como la actuación del capitán del equipo Rick Adelman el 19 de noviembre de 1971 repartiendo 17 asistencias contra los Cavaliers, un récord que se mantendría en la franquicia hasta finales de los 80. Aquella no fue la única, ya que el mejor partido de los Blazers llegó el 18 de marzo de 1972; con la temporada regular prácticamente finalizada, el equipo venció por 133-86 a los Knicks, firmes aspirantes al anillo. Esos 42 puntos de diferencia fueron durante una década un récord en la franquicia.
El novato Sidney Wicks, procedente de UCLA, fue el segundo Rookie del Año en la historia de los Blazers (en dos temporadas de existencia), sucediendo a su compañero Petrie. Wicks promedió 24.5 puntos y 11.5 rebotes, jugando además el All-Star Game. Petrie aportó 18.9 puntos por noche, siendo el comienzo de una de las mejores parejas anotadoras en la historia del equipo.

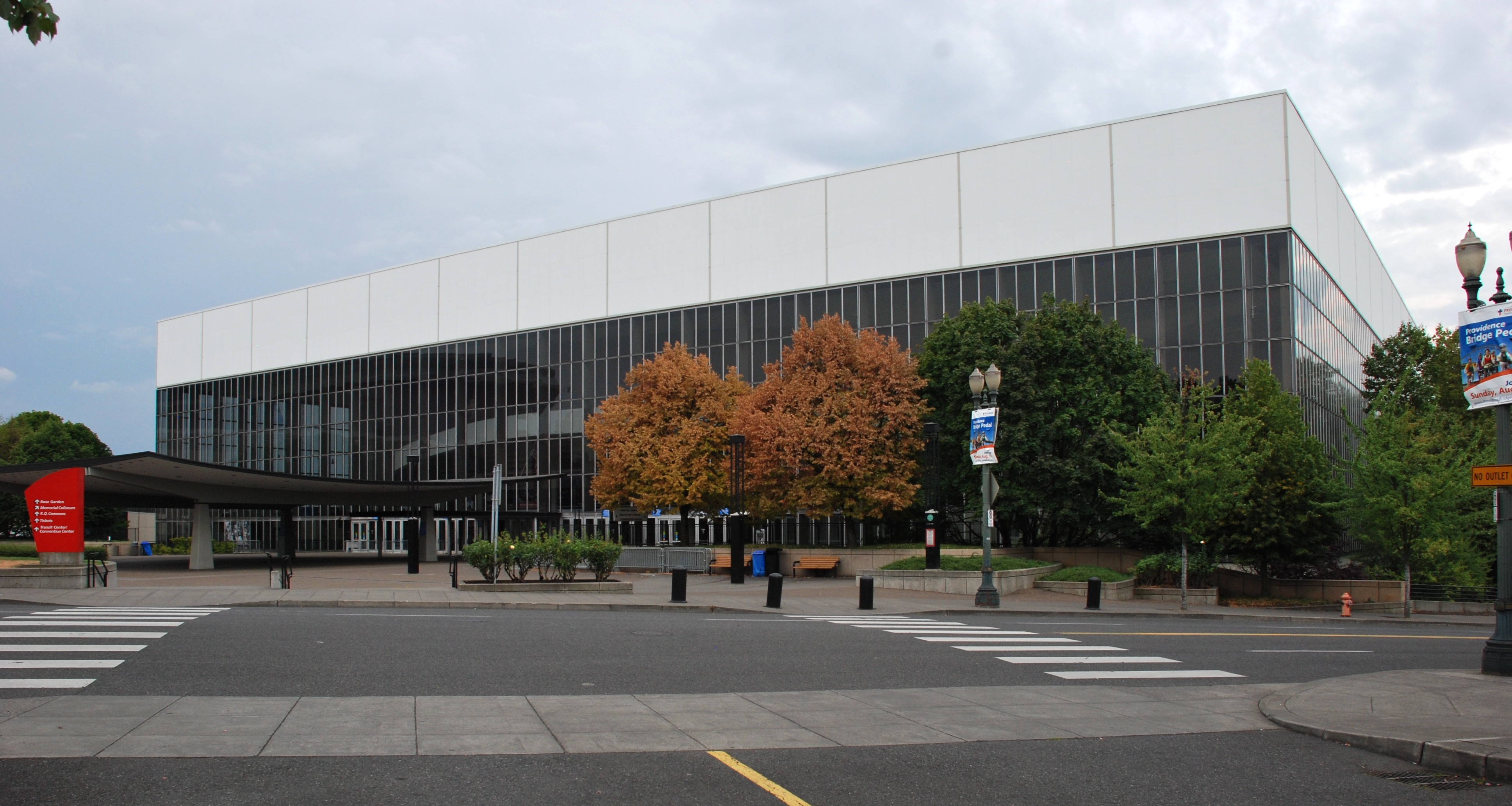
El Memorial Coliseum, primer pabellón de los Blazers.

En la temporada 1972-73, los Blazers ficharon a Jack McCloskey, entrenador de Wake Forest, para dirigir al equipo. La mejora se notó, aunque solo fueron capaces de ganar 3 partidos más que el año anterior, finalizando con un balance de 21-61. Petrie anotó en dos ocasiones 51 puntos, récord de la franquicia, ambas con Houston Rockets como rival. Petrie promedió 24.9 puntos por partido, superando los 23.8 de Wicks, aunque el último disputó su primer All-Star y único como titular en su carrera. En la siguiente campaña los Blazers ganaron 27 partidos y consiguieron un registro de 5 victorias y 4 derrotas en octubre, siendo el primer mes ganador en la historia de los Blazers. Sin embargo, a partir de esa fecha el equipo comenzó su particular caída, recibiendo abultadas derrotas y estelares actuaciones individuales de jugadores de equipos rivales. El 28 de octubre, Elmore Smith taponó 17 lanzamientos de los Blazers, récord de todos los tiempos en la NBA, y cinco meses después Rick Barry realizó la anotación más alta de su carrera con 64 puntos. McCloskey fue cesado al finalizar la temporada. Aquella campaña, además, se caracterizó por la elección en el Draft de LaRue Martin, considerado el peor número 1 de draft de la historia. Martin promedió 4.4 puntos en su primera temporada y solo permaneció tres años más en la liga. El error fue evidente al comprobar que jugadores como Bob McAdoo y Julius Erving fueron elegidos posteriormente.

### 1974-1979: La era de Bill Walton
En la temporada 1974-75, bajo la tutela del nuevo entrenador Lenny Wilkens y la elección en el Draft del pívot Bill Walton, tres veces Jugador del Año de la NCAA con UCLA, los Blazers comenzaron a mostrar signos de mejoría. Lograron 11 victorias más con respecto a la temporada anterior, finalizando con un balance de 38-44.
En el primer partido de la temporada regular, los Blazers derrotaron a los Cavaliers por 131-129 en cuatro prórrogas, convirtiéndose en el partido más largo en la historia del equipo. El 16 de noviembre ante Los Angeles Lakers, el base Larry Steele robó 10 balones, récord que se mantendría hasta que Clyde Drexler lo igualara en 1986. Meses después, en un encuentro a doble prórroga en Los Ángeles, Wicks estableció el récord de franquicia de más rebotes en un partido con 27. El ala-pívot disputó los 82 partidos de la liga y lideró a los Blazers en anotación (21.7 por noche) y en rebotes (10.7). El equipo terminó la campaña muy fuerte, con una positiva marca de 9-7 en marzo y un 3-0 en abril.
Después de la prometedora temporada anterior, los Blazers encararon la 1975-76 con agradables esperanzas. Aunque perdieron un partido más (37-45), la gran noticia fue Walton, quien a pesar de las lesiones comenzó a mostrar sus cualidades. A finales de enero, Walton dominó bajo tableros con 22 rebotes defensivos ante Golden State Warriors, y días más tarde capturó otros 20 defensivos contra Washington Bullets. Sus promedios al final de temporada fueron de 16.1 puntos y 13.4 rebotes por partido. Los Blazers también añadieron a su plantilla al base novato Lionel Hollins.
A pesar de todo, los Blazers seguían siendo aún un conjunto joven e inexperto, muestra de ello fue la mayor derrota en la historia de la franquicia en febrero de 1976, cuando Chicago Bulls les venció por 130-74. Con el cierre de la temporada el entrenador Wilkens dejó el equipo para marcharse a Seattle SuperSonics, donde reconstruiría al equipo y les haría campeón en 1979.
Los Blazers dominaron el mundo de la canasta en la temporada 1976-77, mostrando a todo el país un baloncesto excitante y un nivel de juego nunca visto antes en Oregón. Tras un decente 49-33 en la temporada regular, el equipo pudo al fin disfrutar de su primera participación en unos playoffs de la NBA.
Este fue el primer año del reinado del entrenador Jack Ramsay. Su década con Portland solidificaría su reputación como uno de los técnicos más creativos de la liga. También fue el año en el que cuatro equipos de la ya desaparecida ABA se unieron a la NBA (Denver Nuggets, New York Nets, Indiana Pacers y San Antonio Spurs). La fusión llevó a una reorganización de las estrellas de la liga, por lo que Portland adquirió a Maurice Lucas con la segunda elección del draft de dispersión de la ABA. Sin embargo, la llegada de Lucas no fue gratuita, ya que los Blazers tuvieron que traspasar a Geoff Petrie y Steve Hawes por la segunda posición. De manera posterior, y con polémica incluida, la franquicia vendió a Wicks a Boston Celtics.
Con una plantilla renovada y jugadores jóvenes que rápidamente se amoldaron a la liga, los nuevos Blazers eran un equipo fuerte a mitad de la temporada por primera vez en su historia. Walton y Lucas representaron a Portland en el All-Star Game de 1977, aunque Walton se perdió el partido por lesión. Pero tarde o temprano la temporada se les empezó a hacer larga y el equipo flaqueó en febrero y en marzo con una marca de 10-16 en los dos meses. Sin embargo, con un perfecto 5-0 en abril, los Blazers entraron en forma a los playoffs.
El fenómeno conocido como Blazermanía comenzó a hacer efecto. El 5 de abril todavía estaban disponibles algunas entradas en el Memorial Coliseum cuando el equipo se enfrentó con Detroit Pistons ante 12.359 espectadores. Aquel fue el último día que un aficionado podía comprar una entrada. Desde dicho día y continuando hasta mediados de los 90, cada partido en casa de Portland era un éxito taquillero. La capacidad del pabellón fue de 12.666 hasta 1988, cuando fue ampliado hasta 12.854 y más tarde hasta 12.888.
El debut de los Blazers en playoffs fue ante Chicago Bulls en primera ronda. El equipo ganó el primer partido de playoffs de su historia por 96-83 el 12 de abril de 1977, y cinco días más tarde cerró la eliminatoria al ganar su segundo encuentro. En Semifinales de Conferencia el rival fue Denver Nuggets, a los que vencieron por 4-2 y se enfrentaron en las Finales de Conferencia con Los Angeles Lakers de Kareem Abdul-Jabbar. Sorprendentemente, los Blazers se deshicieron de los californianos en cuatro partidos. En las Finales de la NBA, unos Philadelphia 76ers liderados por Julius Erving intentaron bajar de la nube en la que vivían a los Blazers. Los 76ers ganaron los dos primeros partidos de la serie en Filadelfia. De vuelta a casa, los Blazers derrotaron a los 76ers por 129-107 en el tercer partido, y por 130-98 en el cuarto, igualando así la eliminatoria. Tres días después, Portland dio la vuelta a la serie ganando el quinto duelo.
El sexto encuentro tuvo lugar en el Memorial Coliseum el 6 de junio de 1977. Erving anotó 40 puntos en el partido, pero los Blazers salieron vencedores por 109-107 y se convirtieron en los nuevos campeones de la NBA en la primera participación del equipo en playoffs en su historia. Walton aportó 20 puntos, 23 rebotes, 7 asistencias y 8 tapones, y fue nombrado MVP de las Finales. Walton era la estrella y el jugador más reconocible de los Blazers, con su ostentosa personalidad, sus inclinaciones contraculturales (que encajaban con el ambiente general que existía en Portland a mediados de los 70) y su estilo intenso e inteligente del juego. Pero la victoria de los Blazers fue el triunfo de un equipo bien equilibrado sobre una colección de más brillantes talentos individuales. Esta tendencia de juego ya se había visto a lo largo de la década en los campeonatos de los Celtics, Lakers, Knicks y Warriors, basándose en el juego colectivo por encima de las individualidades.
Lucas lideró al equipo en minutos jugados y en anotación, promediando 20.1 puntos. Dave Twardzik estableció un nuevo récord de franquicia en porcentaje de tiros de campo con un 61.2%, mientras que Walton lo hizo en el apartado reboteador con 14.4 por partido y en tapones con 3.25 por noche. El base de segundo año Lionel Hollins lideró en asistencias con 4.1 y en robos de balón con 166.
Los actuales campeones no tuvieron problemas en la temporada regular 1977-78 y accedieron fácilmente a playoffs tras ganar 58 partidos, el mejor registro en la NBA. En febrero marchaban con un 50-10, incluyendo un récord de 26 victorias consecutivas en casa (34 seguidas juntando también la temporada anterior). A final de temporada asombraron con un negativo balance de 8 victorias y 14 derrotas, y ya en playoffs, cayeron eliminados en Semifinales de Conferencia por Seattle SuperSonics. Walton, en cambio, fue premiado con el MVP de la temporada, primera y única que vez que un jugador de los Blazers recibe este galardón en la historia. El pívot también fue incluido en el mejor quinteto de la campaña, mientras que Lucas formó parte del segundo. Walton, Lucas y Hollins disputaron el All-Star Game y los tres estuvieron en el mejor quinteto defensivo de la NBA.
En el tercer año de Ramsay al frente del equipo, los Blazers consiguieron 45 victorias, 13 menos que la temporada anterior. Sería el primer curso de un modelo que le acompañaría hasta entrados los años 80; buenas y profundas plantillas, con jugadores notables aunque no espectaculares, con las que finalizarían campañas con al menos 40 victorias pero con poco éxito en playoffs. En la 78-79, Walton se perdió la temporada completa por una fractura por estrés en el pie, siendo el inicio de los problemas físicos que le limitarían hasta el final de su carrera. A final de temporada, se convirtió en agente libre y fichó por San Diego Clippers.
Portland continuó con su prolongada cuesta abajo en la campaña 1979-80, ganando solamente 38 encuentros. Tom Owens lideró al equipo en anotación con 16.4 puntos por partido, el segundo promedio más bajo en la historia del equipo para un líder anotador de los Blazers. Calvin Natt, uno de los mejores jugadores de Portland, llegó procedente de New Jersey Nets en un traspaso por Lucas. Natt jugó los últimos 25 partidos de la temporada regular y promedió 20.4 puntos por noche con la camiseta de los Blazers.
Los Blazers entraron en los 80 con un equipo construido en torno al pívot Mychal Thompson y al base Jim Paxson, las primeras rondas del equipo en el Draft de 1979. Portland logró 45 victorias y pareció tomar la dirección correcta. Sin embargo, en playoffs cayó a las primeras de cambio por cuarto año consecutivo. En la temporada siguiente, los Blazers no se clasificaron para playoffs por primera vez desde 1976 (y por última hasta 2004) tras firmar un balance de 42-40. Thompson lideró al equipo en anotación con 20.4 puntos por partido, en rebotes con 11.7 y en minutos jugados con 39.6, batiendo un récord de franquicia en este apartado estadístico.
En la temporada 1982-83 consiguieron un registro de 46 victorias y 36 derrotas. En playoffs pasaron de primera ronda por segunda vez en su historia después de eliminar fácilmente a Seattle SuperSonics. El punto álgido del equipo llegó el 21 de noviembre de 1982 tras endosar un 129-79 a Cleveland Cavaliers, siendo esos 50 puntos de diferencia el mayor margen de victoria en la historia de los Blazers. El capitán Paxson fue el máximo anotador del equipo con 21.7 puntos por partido, secundado por Natt con 20.4.

### 1983-1995: La era de Clyde Drexler

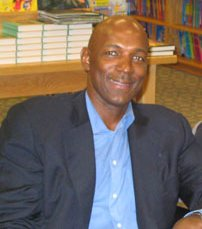
Clyde Drexler llegó a los Blazers en 1983.

El 48-34 en la temporada 1983-84 fue el mejor récord de los Blazers en los últimos siete años. Pero el mayor logro del equipo llegó antes de que la campaña diera comienzo, cuando Portland seleccionó en la 14.ª posición del Draft de 1983 a Clyde Drexler de la Universidad de Houston. Drexler disfrutó de una modesta temporada de novato (7.7 puntos por encuentro), pero en un futuro se convertiría en un perenne All-Star, un integrante del mítico Dream Team, en la fuerza motriz de los Blazers subcampeones de la NBA a principios de los 90 por partida doble y en el máximo anotador en la historia de la franquicia.
En la siguiente campaña el equipo pasó más problemas de los esperados para lograr un puesto en la postemporada, ganando 6 partidos menos que el año anterior pero llegando una ronda más lejos en playoffs. Al igual que en 1983, los Lakers apearon a los Blazers en Semifinales de Conferencia por 4-1. Antes de que la temporada empezara, la franquicia traspasó a Calvin Natt, Wayne Cooper, Fat Lever y una elección de primera ronda de draft a Denver Nuggets a cambio del tirador Kiki Vandeweghe. Este lideró a los Blazers en anotación con 22.4 puntos por partido y logró un récord de franquicia con su 89.6% en tiros libres. Drexler mejoró hasta los 17.2 puntos, capturó 217 rebotes ofensivos y robó 177 balones (líder de su equipo en ambas categorías). El pívot novato Sam Bowie, quien fue elegido en la segunda posición del Draft de 1984 por delante de Michael Jordan, mostró tímidamente sus habilidades, aunque su carrera sería castigada por las lesiones como le ocurrió a Bill Walton.
En la temporada 1985-86, el equipo cayó en picado. Logró un balance de 40-42, terminando por debajo del 50% en victorias por primera vez desde 1980, y fue eliminado en primera ronda por Denver Nuggets. A pesar del bajo rendimiento del equipo, Drexler disputó su primer All-Star Game y Vandeweghe fue el máximo anotador con 24.8 puntos por noche. Después de 10 años y 453 encuentros con los Blazers, Ramsay fue destituido a final de temporada.
Tras el adiós de Ramsay, Mike Schuler se convirtió en el nuevo entrenador de los Trail Blazers. En su primera temporada lideró al equipo a su mejor registro en la última década, ganando 49 partidos y perdiendo 33, siendo además nombrado Mejor Entrenador del Año. Portland era todo un portento ofensivo, promediando 117.9 puntos por partido, récord de franquicia, con Vandeweghe (26.9 puntos) y Drexler (21.7) haciendo la mayor parte del daño. Steve Johnson se incorporó al equipo procedente de San Antonio Spurs para cubrir la baja de Mychal Thompson. En playoffs volvieron a caer a las primeras de cambio, esta vez ante Houston Rockets en cuatro partidos.
En la 1987-88, Portland volvió a convertirse en un serio aspirante al campeonato. En temporada regular se fue hasta las 53 victorias, con Drexler y Terry Porter como estrellas emergentes. Pero por tercer año consecutivo la primera ronda de playoffs se le atragantó al equipo, siendo en esta ocasión Utah Jazz el encargado de mandar a casa a los Blazers. El 21 de febrero de 1987, Paxson tuvo el honor de ser el primer blazer en llegar hasta los 10 000 puntos. Drexler se instaló en la élite de la liga promediando 27 puntos por partido y anotando 2.185 puntos, batiendo un récord de franquicia. Sería la primera de las cinco campañas consecutivas como máximo anotador de los Blazers.
Cerca del final de la temporada 1988-89, Larry Weinberg anunció que vendía la franquicia al cofundador de Microsoft Paul Allen. Las grandes esperanzas depositadas en los Blazers para esta temporada se hicieron añicos al firmar un desastroso 39-43 que le costó el puesto de entrenador a Schuler a mitad de año. Rick Adelman, exjugador de los Blazers, se encargó de sustituirle. Sin embargo, en una campaña tan decepcionante también hubo hueco para momentos destacados. El 6 de enero de 1989, Drexler anotó 50 puntos a Sacramento Kings, quedándose a tan solo un punto del récord de franquicia que ostentaba Geoff Petrie desde 1973. El récord que superó el escolta fue el de mejor promedio de puntos en una temporada, con 27.2, y de robos de balón, con 2.73 por encuentro. Kevin Duckworth demostró ser la respuesta a la búsqueda de los Blazers por un pívot de garantías, promediando 18.1 puntos y siendo seleccionado para jugar su primer All-Star Game.
Con la excepción del campeonato conseguido en 1977 (y la temporada siguiente) los primeros años de la década de los 90 son por lo general recordados como la mejor era de la historia del club. En la temporada 1989-90 el equipo acabó con un récord de 59 victorias por tan solo 23 derrotas, y en los playoffs derrotaron consecutivamente a Dallas Mavericks, San Antonio Spurs y Phoenix Suns, cayendo finalmente en la gran final ante los vigentes campeones, los Detroit Pistons liderados por Isiah Thomas y Bill Laimbeer, por 4-1. Pero el optimismo se apoderó de la ciudad. Su juego se caracterizó por una dura defensa y rebote, los destellos en el juego de Clyde Drexler y Jerome Kersey y la aportación en el tiro exterior de Terry Porter y Dražen Petrović. Buck Williams llegó procedente de New Jersey Nets a cambio de Sam Bowie, y en su primera temporada en Portland lideró al equipo en rebotes (9.8 por partido) y en porcentaje de tiros de campo (54.8%). El 26 de diciembre de 1990, Drexler superó a Paxson como máximo anotador de la historia de la franquicia.
Al término de esa temporada, Petrovic fichó por los Nets, siendo su excelente carrera truncada en 1993 por su prematuro fallecimiento a causa de un accidente automovilístico. Para reemplazarlo, los Blazers se hicieron con los servicios de Danny Ainge, que había ganado tres anillos de campeón con Boston Celtics en los años 80. En la temporada 1990-91, los Blazers comenzaron de manera arrolladora, con 11 victorias consecutivas y una marca de 19-1. Acabaron con un récord de 63-19, el mejor de toda la liga y de la franquicia, y dieron fin al reinado de los Lakers de 9 años en la División Pacífico. En el All-Star Game de 1991, Portland fue representado por Drexler, Porter y Duckworth. Los Blazers despacharon con facilidad a sus dos primeros oponentes (Sonics y Jazz), pero pincharon en hueso al encontrarse con los Lakers en las Finales de la Conferencia Oeste, quienes les derrotaron por 4 a 1.
En la temporada 1991-92, los Blazers repitieron como campeones de la Conferencia Oeste con 57 partidos ganados. En los playoffs batieron sin muchos problemas a Lakers, Suns y Jazz hasta encontrarse con los Chicago Bulls de Michael Jordan en las Finales de la NBA, donde cayeron por 4-2. En el sexto partido de la serie, ganando Chicago la eliminatoria por 3-2, los Blazers dejaron escapar una ventaja de 15 puntos en el último cuarto de un partido que dominaron desde el principio, haciendo que los Bulls se llevaran su segundo campeonato consecutivo.
Al término de la temporada 1991-92, algo comenzó a fallar. Realizaron una oferta a la baja a su Danny Ainge y este optó por marcharse a Phoenix Suns. Para sustituirle, los Blazers se hicieron con los servicios de Rod Strickland, un jugador bastante controvertido. Con una plantilla envejecida, los Blazers bajaron hasta las 51 victorias y fueron eliminados en primera ronda de playoffs por San Antonio Spurs. Las lesiones también castigaron al equipo, con Drexler perdiéndose 33 partidos y Jerome Kersey otros 17. Sin embargo, la buena noticia fue el rendimiento de Cliff Robinson, que se dio a conocer en la NBA promediando 19.1 puntos y finalizando entre los mejores taponadores de la liga. Además, ganó el premio al Mejor Sexto Hombre.
Al final de la temporada, Drexler ya se había convertido en el líder de todos los tiempos de los Blazers en prácticamente cada categoría ofensiva, incluyendo puntos, tiros de campo, tiros libres, rebotes ofensivos y robos. Porter, en cambio, lo fue en cuanto a estadísticas y triples anotadores. Durante esta temporada tanto Drexler como Porter superaron la barrera de los 15.000 y 10 000 puntos respectivamente en la NBA.
Uno de los episodios más escabrosos de la historia de los Blazers ocurriría en la temporada 1992-93. Durante un viaje del equipo a Salt Lake City para enfrentarse con Utah Jazz, varios jugadores se vieron envueltos en un escándalo de tipo sexual a raíz de una fiesta privada en la que participaron varios jugadores. La identidad de los mismos nunca fue revelada, y no hubo cargos criminales, pero los Blazers sancionaron económicamente a 4 jugadores.
En la temporada 1993-94, los Trail Blazers continuaron con su lenta caída y particular reconstrucción. Strickland (17.2 puntos y 9 asistencias de promedio) sustituyó a Porter en el puesto de base titular y Kersey cedió el testigo a Harvey Grant, jugador que llegó procedente de Washington Bullets en un traspaso por Duckworth. Chris Dudley fichó como agente libre para ayudar en el rebote, pero una lesión le dejó en el dique seco la mayor parte de la temporada. Una señal de la transformación del equipo fue que Robinson se convirtió en el máximo anotador del equipo, superando a Drexler con 20.1 puntos por noche y jugando su primer All-Star Game. Sin embargo, por primera vez desde la campaña 1988-89, los Blazers bajaron de las 50 victorias, consiguiendo 47. En playoffs cayeron ante Houston Rockets en primera ronda, quienes a la postre se harían con el campeonato. Rick Adelman fue destituido tras la eliminación y fue reemplazado por el entrenador de la Universidad de Seton Hall P.J. Carlesimo. Bob Whitsitt, nombrado Ejecutivo del Año en 1994 con los Sonics, fichó por los Blazers al término de la temporada.
El 12 de febrero de 1995 finalizó una era en la franquicia con el traspaso que enviaba a Drexler, tras 11 temporadas y media en Portland, a Houston Rockets junto con Tracy Murray a cambio de Otis Thorpe. Los Blazers cerraron la campaña con un balance de 44-38, siendo Carlesimo el primer entrenador de la NBA en 25 años en pasar directamente de la universidad al profesionalismo y lograr una temporada ganadora. A pesar de todo, el equipo volvió a caer eliminado en primera ronda por tercer año consecutivo. Esta temporada también fue la última en el Memorial Coliseum antes de trasladarse al nuevo Rose Garden en la 1995-96.
En el primer partido en el nuevo pabellón, los Blazers perdieron por 92-80 ante los novatos Vancouver Grizzlies. Con tres cuartos de temporada completados, el balance del equipo era de 26-34, pero con una rápida remontada de 18 victorias y 4 derrotas se colocaron el tercer puesto de la División Pacífico y finalizaron con un récord de 44-38. El pívot lituano Arvydas Sabonis, seleccionado en el Draft de 1986, se incorporó al equipo tras brillar en España y disputó su primera campaña en la NBA con 31 años. A pesar de la edad y sus problemas de rodilla, fue capaz de promediar 14.5 puntos y 8.1 rebotes en 23.8 minutos de juego. Robinson volvió a liderar a los Trail Blazers en anotación con 21.1 puntos por noche y Strickland, a pesar de su gran temporada, fue traspasado a final de año a Washington Bullets debido a su mala relación con el entrenador Carlesimo. A cambio, los Blazers recibían a Rasheed Wallace, jugador clave en el futuro porvenir de la franquicia. Portland accedió por decimocuarto año consecutivo a playoffs y volvió a ser eliminado en primera ronda, en esta ocasión por Utah Jazz en cinco partidos. En el último, los Blazers fueron derrotados por 102-64, superando el récord de menos puntos en un partido de playoffs que ostentaban desde 1994 los Knicks.
Un año después, el equipo contaba con una plantilla renovada pero el resultado no fue diferente. Los cambios comenzaron en julio de 1996, adquiriendo en un plazo de nueve días a Wallace, Isaiah Rider y Kenny Anderson. El rendimiento del primero fue inmediato, promediando 15.1 puntos y 6.8 rebotes por partido en su segunda temporada en la liga y finalizando tercero en la NBA en porcentaje de tiros de campo con un 55.8%. Anderson lideró al equipo en anotación con 17.5 puntos por encuentro, seguido de Rider con otros 16.1, y en asistencias con 7.1, codeándose además con los mejores de la liga en robos de balón (1.98 por partido).
Con secundarios como Robinson (15.1 puntos), Sabonis (13.4 puntos, 7.9 rebotes) y el joven Gary Trent (10.8 puntos, 5.2 rebotes), los Blazers llegaron fuertes a mitad de temporada, con una racha de 11 victorias consecutivas a finales de febrero que igualaba a la segunda mejor marca en la historia de la franquicia. Portland ganó 20 de los últimos 25 partidos de la temporada regular y se clasificó para playoffs como quintos de la Conferencia Oeste (49-33). En playoffs, los Blazers cayeron ante los Lakers en primera ronda por quinta vez consecutiva, por lo que Carlesimo fue despedido y Mike Dunleavy ocupó su cargo.
Ya en la temporada 1997-98, unos jóvenes Blazers ganaron 46 partidos y terminaron en la cuarta plaza de la División Pacífico. La plantilla dio un giro en relación con la campaña anterior; Dunleavy era el nuevo entrenador del equipo y nuevos fichajes como Brian Grant, fichado como agente libre, y el base Damon Stoudamire, procedente de Toronto Raptors y Rookie del Año en 1996, daban un nuevo aire a los Blazers. Stoudamire, nativo de Portland, fue adquirido justo antes del cierre del plazo de fichajes junto con Carlos Rogers y Walt Williams. A pesar de que una lesión de tobillo le permitió disputar solamente 22 partidos con el equipo, los Trail Blazers firmaron un balance de 13-9 con su nuevo base al mando. Al final de la temporada regular la franquicia accedió por decimosexto año consecutivo a playoffs, enfrentándose en primera ronda a los Lakers, autores de 61 victorias durante la campaña. Sin embargo, al igual que ocurrió en 1997, los angelinos volvieron a mandar a casa a los Blazers a las primeras de cambio.

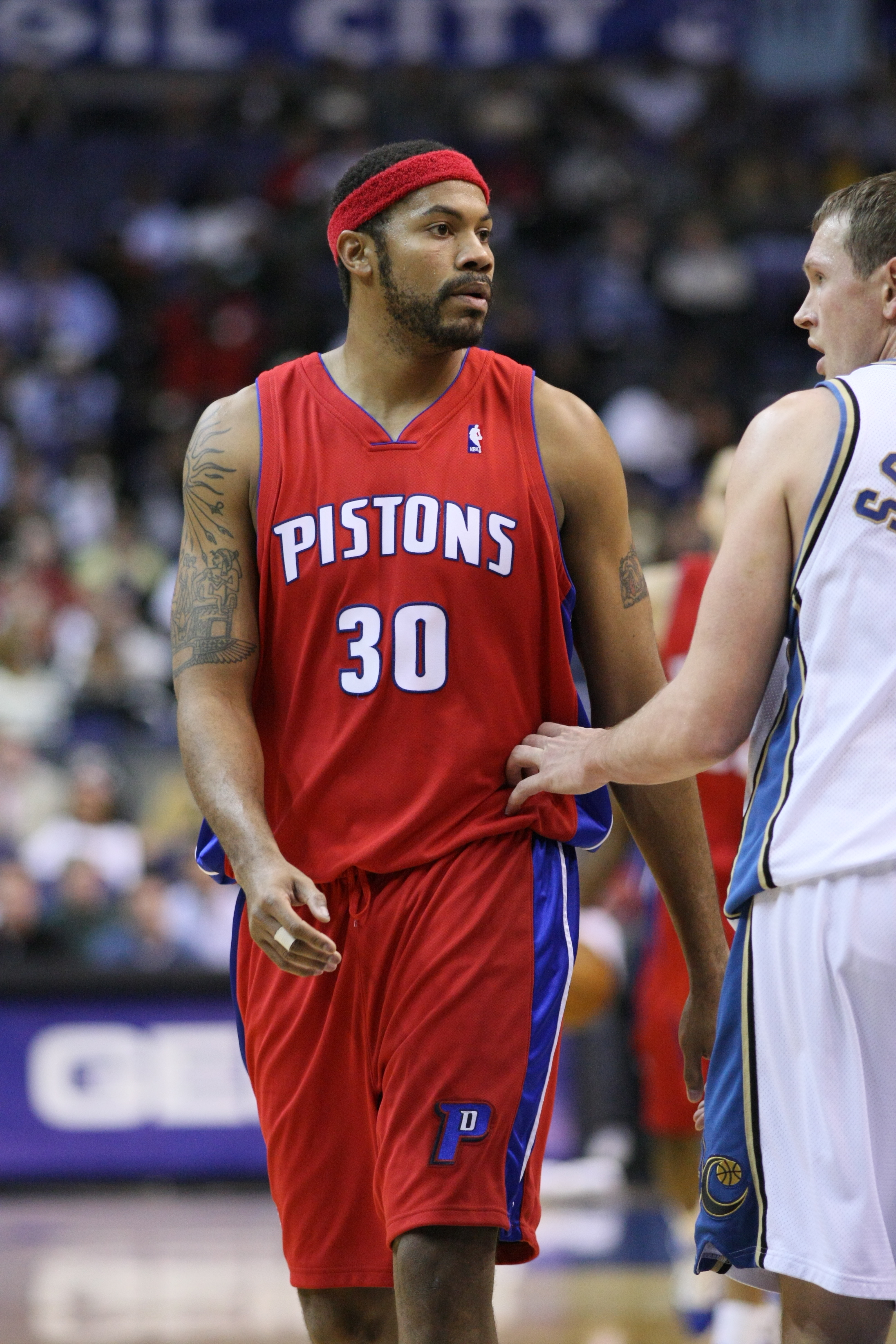
Rasheed Wallace, uno de los pilares de los Blazers de finales de los 90.

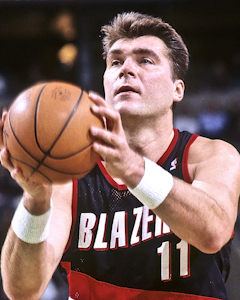
Arvydas Sabonis, uno de los pilares de los Blazers de finales de los 90.

Tras seis temporadas consecutivas decepcionando en playoffs, los Trail Blazers regresaron a la élite de la Conferencia Oeste. En una temporada marcada por el cierre patronal de la liga, en la que se disputaron únicamente 50 partidos y se canceló el All-Star Game, el equipo ganó 35 encuentros y Dunleavy se alzó con el premio al Mejor Entrenador del Año. Portland eliminó en primera ronda de playoffs a Phoenix Suns y a Utah Jazz en Semifinales de Conferencia, pero cayó ante San Antonio Spurs en las Finales de Conferencia. En el tercer partido de la serie, conocido como "Memorial Day Miracle", Sean Elliott anotó un triple desde la esquina a falta de 9 segundos para el final del encuentro, dando la victoria a los Spurs por 86-85. Con este triunfo encarrilaban la eliminatoria, que más tarde ganarían por 4-0.
Los Blazers eran un conjunto equilibrado; Isaiah Rider era el máximo anotador con solo 13.9 puntos por partido, seguido por Rasheed Wallace (12.8), Damon Stoudamire (12.6), Arvydas Sabonis (12.1) y Brian Grant (11.5), además de excepcionales secundarios como Walt Williams, Jim Jackson y Greg Anthony. Nueve diferentes jugadores lideraron nueve diferentes categorías estadísticas. En cuanto al juego colectivo, la buena defensa del equipo dejó a sus rivales en 88.5 puntos por partido, el mejor promedio en la historia de la franquicia. Los Blazers consiguieron otro récord con el 41.7% en tiros de campo.
En el último partido de la campaña 1999-00, el equipo perdió ante los Denver Nuggets 96-95 y se quedó a tan solo una victoria de las 60. En playoffs eliminó sin demasiados problemas a Minnesota Timberwolves y a Utah Jazz, plantándose en las Finales de Conferencia por segundo año consecutivo. En ellas, con los Lakers como rivales, se llegó al séptimo encuentro en el Staples Center con la serie igualada a 3. Los Blazers fueron la mayor parte del partido ganando cómodamente, llegando 73-58 al último cuarto, en el que los Lakers iniciaron una remontada que incluyó un parcial de 31-11 en los últimos 11 minutos y fueron superados en el marcador por 89-84.
Durante la temporada, Wallace fue seleccionado para jugar por primera vez el All-Star Game y lideró a los Trail Blazers en anotación con 16.4 puntos por partido, además de finalizar quinto en la liga en porcentaje de tiros de campo con un 51.7%. Scottie Pippen, que había llegado al equipo en verano procedente de Houston Rockets, fue elegido en el segundo mejor quinteto defensivo. El equipo también logró varios récords, logrando su mejor marca en casa de la historia (29-12), y tanto en el mes de noviembre (11-3) como en el de febrero (12-2).

### 2000-2005: Los «Jail Blazers»
Los Blazers llevan al final de la temporada regular 2000-01 con uno de los mejores récords de la Conferencia Oeste y ganando 17 de los últimos 20 partidos. Sin embargo, tras caer 105-97 en casa ante Vancouver Grizzlies, el equipo entró en una racha negativa en la que solamente vencieron en 8 de 22 encuentros aunque logró la clasificación para los playoffs. No obstante, los Lakers una vez más se encargaron de su eliminación en primera ronda en tres partidos. Wallace firmó la mejor temporada en su carrera con 19.2 puntos y un 50.1% en tiros de campo.
Maurice Cheeks se convirtió en el nuevo entrenador de los Blazers tras la marcha de Dunleavy, debutando así como técnico en la NBA. El resultado fue prácticamente idéntico al de la temporada anterior, perdiendo un partido más en liga regular (49-33) y cayendo en primera ronda de playoffs ante los Lakers por 3-0.
Los Blazers tenían perspectivas prometedoras para la campaña 2002-03, pero lamentablemente no se cumplieron los objetivos. El equipo no estuvo fuerte en ataque, promediando solamente 80 puntos en los primeros 10 partidos de temporada y permitiendo a los rivales canastas fáciles. Con la lesión de rodilla del veterano Pippen, los Blazers entraron en una cuesta abajo de la que les costó salir, firmando un pobre balance de 8 victorias y 10 derrotas al final de la temporada y cayendo hasta el sexto puesto del Oeste. En playoffs se enfrentaron contra Dallas Mavericks, autores de 60 victorias en temporada regular. A pesar de comenzar la eliminatoria con un 3-0 a favor de los texanos, los Blazers no tiraron la toalla e igualaron la serie ganando tres encuentros consecutivos a pesar de la plaga de lesiones. En el séptimo partido, Portland estuvo a punto de hacer historia hasta que los Mavericks apretaron en los minutos finales y se hicieron con la victoria. De haber ganado los Blazers, se hubieran convertido en el primer equipo en remontar un 3-0.
En la temporada 2003-04, los Blazers no se clasificaron para playoffs por primera vez en 22 temporadas. Sin embargo, la buena noticia fue el gran nivel mostrado por Zach Randolph, que en su tercer año de profesional promedió 20.1 puntos, 10.5 rebotes y 2 asistencias por partido, liderando a los Blazers en dobles-dobles con 43. Fue galardonado con el premio al Jugador Más Mejorado y se convirtió en el primer blazer en 21 años en promediar 20 o más puntos y 10 o más rebotes por encuentro. Durante la temporada regular, dos de los jugadores principales abandonaron el equipo; Wallace se marchó a Atlanta (donde solo disputó un partido antes de ser traspasado a Detroit Pistons) a cambio de Theo Ratliff, Shareef Abdur-Rahim y Dan Dickau, mientras que Bonzi Wells hizo las maletas rumbo a Memphis Grizzlies.
En las dos siguientes temporadas, los Blazers se hundieron en un pozo del que les costó años salir. Cheeks fue despedido el 2 de marzo de 2005 y fue reemplazado por Kevin Pritchard, quien mantuvo el control del equipo hasta el final de temporada. En julio de 2005 se anunció el fichaje de Nate McMillan como nuevo entrenador de los Trail Blazers. Con su llegada, la mejora no fue inminente, ya que el equipo continuaba con el pobre nivel de juego mostrado en los últimos tiempos; en dos años lograron 47 victorias, y en la 2006-07, a pesar de tímidas mejorías, solamente ganaron 32 partidos. Brandon Roy, seleccionado por Minnesota Timberwolves en la sexta posición del Draft de 2006 pero traspasado posteriormente a los Blazers, fue nombrado Rookie del Año en su primera temporada en la NBA. Roy fue el tercer jugador de los Blazers en recibir el premio, uniéndose así a Geoff Petrie y Sidney Wicks.

### 2007-2012: Savia nueva y mala suerte en Portland

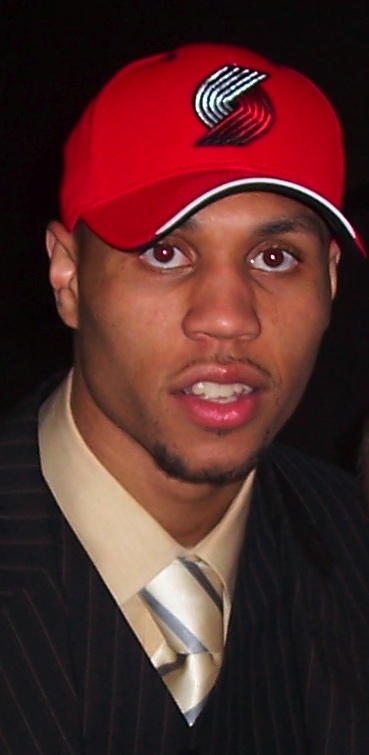
Brandon Roy ganó el Rookie del Año en 2007, pero se vio lastrado por las lesiones.

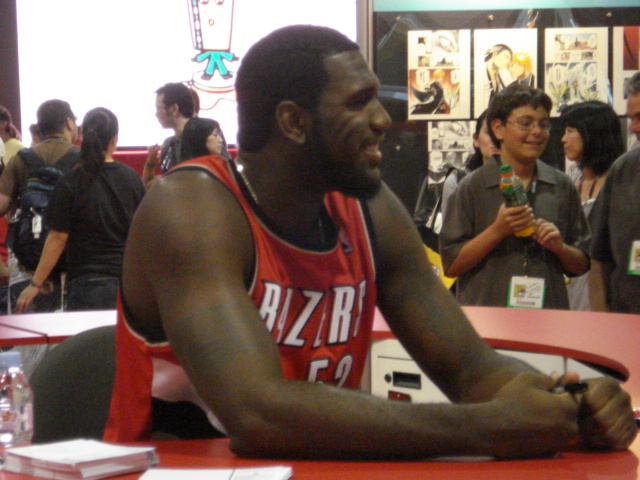
Greg Oden fue elegido en la primera posición del Draft de 2007.

Los Blazers ganaron la lotería del draft de 2007 y seleccionaron en la primera posición al pívot de Ohio State Greg Oden, llamado a dominar la liga en un futuro. Sin embargo, la euforia finalizó pronto con la lesión de rodilla de Oden en pretemporada que le obligaba a pasar por el quirófano y perderse toda la temporada regular.
A pesar de todo, los Blazers tuvieron un comienzo muy gris, ganando 5 de los primeros 18 encuentros. Pero en diciembre, el equipo despertó y ganó 13 partidos consecutivos que le dieron a McMillan el reconocimiento de Entrenador del Mes y a Roy el de mejor jugador de la semana por partida doble. Roy también fue seleccionado para disputar el All-Star Game de 2008, el primer All-Star de Portland desde Wallace en 2001. Los Blazers finalizaron la temporada con un registro de 41-41, el tercer mejor desde la 2002-03, y aunque fuera de puestos de playoffs, el futuro se deparaba prometedor en la franquicia con la incorporación de Oden en la siguiente campaña.
Para el comienzo de la temporada 2008-09 los Blazers aparecían como un equipo joven, talentoso y sin problemas legales, algo extraño en los últimos años de la franquicia. El núcleo formado por las emergentes estrellas Brandon Roy (segunda vez All Star), LaMarcus Aldridge y el recuperado Greg Oden lograron un récord de 54 victorias y el cuarto puesto global en la Conferencia Oeste. Sin embargo, y a pesar de que los analistas eran muy optimistas sobre las posibilidades del equipo, los Houston Rockets los eliminaron en primera ronda con un resultado de 4-2

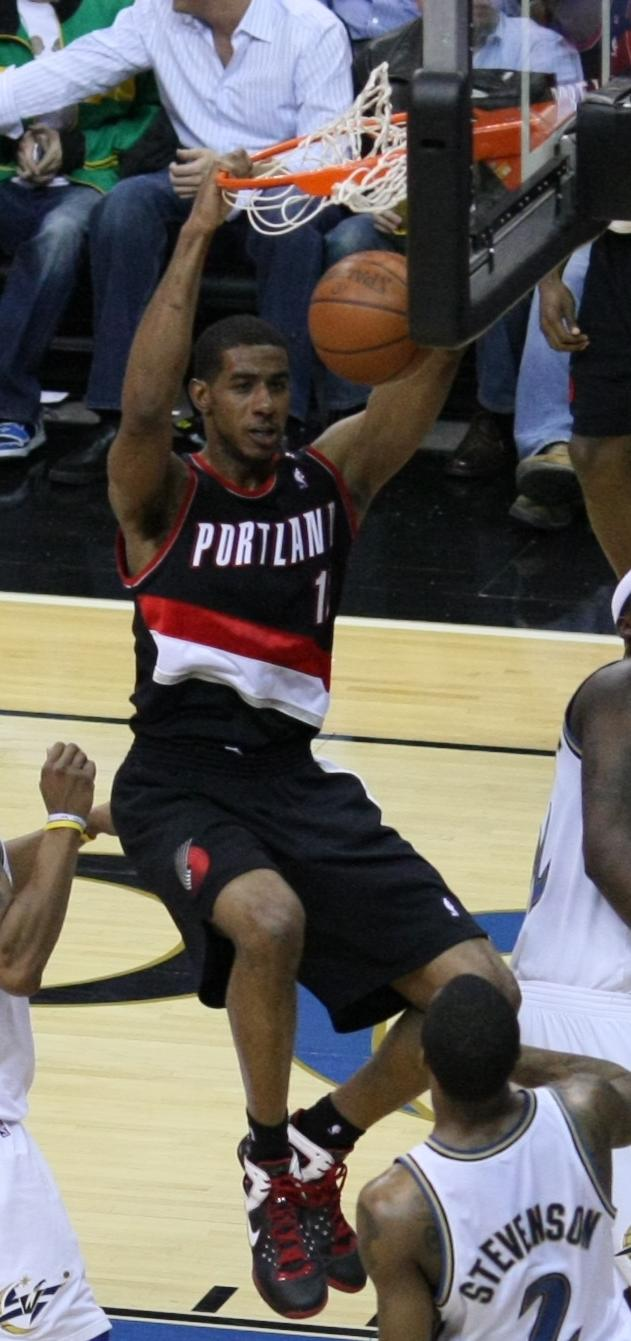
LaMarcus Aldridge

La temporada 2009-10 comenzaba con expectativas de pelear el liderato de la Conferencia Oeste. Pero la sucesión de lesiones, comenzando por el pívot Oden (toda la temporada fuera), su suplente Joel Przybilla, Batum y la estrella del equipo Brandon Roy (más de 15 partidos y la primera ronda de playoffs), además de los suplentes Rudy Fernández y Travis Outlaw. Todo eso minó la confianza del equipo. Aun así los Blazers terminaron con un récord de 50-32 y el sexto lugar en la conferencia, en parte gracias a la regularidad de los veteranos Andre Miller, Marcus Camby y LaMarcus Aldridge. Los Blazers finalmente cayeron en primera ronda de playoffs ante Phoenix Suns.
Para la temporada 2010-11 llegó un nuevo mánager general, el birmano-estadounidense Rich Cho. Los Blazers adquirieron una gran cantidad de rookies, Armon Johnson, Luke Babbitt y Elliot Williams, además de Wesley Matthews, denostado por los Utah Jazz. Al igual que en la anterior sesión, los Blazers se vieron acosados por las lesiones. Jeff Pendergraph y el rookie Elliot Williams sufrieron lesiones de rodilla que los lastraron toda la temporada. El All-Star Brandon Roy continuó con sus sempiternas lesiones de rodilla que le obligaron a operarse en enero de 2011, dejando su futuro en el básquet en el aire. Marcus Camby también sufrió lesiones. Sin embargo, las lesiones tuvieron algo positivo, LaMarcus Aldridge emergió como líder del equipo y Wesley Matthews reemplazó dignamente a Roy. Pensando que los Blazers aún podían hacer un buen papel en playoffs, Rich Cho ejecutó un gran traspaso con Charlotte Bobcats en febrero de 2011. Dante Cunningham, Joel Przybilla y Sean Marks desembarcaron en Charlotte a cambio del All-Star Gerald Wallace. Pese a todo, los Blazers volvieron a ser eliminados en primera ronda de playoffs, esta vez por Dallas Mavericks, a la postre campeones.
Antes de finalizar la temporada, los Blazers despidieron a Rich Cho, oficialmente por desavenencias con el propietario de los Blazers, Paul Allen. El 23 de junio, los Blazers escogieron en el draft a Nolan Smith y Jon Diebler, ese mismo día ejecutaron un traspaso a tres bandas entre Dallas Mavericks y Denver Nuggets, Andre Miller desembarcaba en Denver y Rudy Fernández en Dallas, por su parte, los Blazers recibían al base de Denver Raymond Felton y al finlandés Petteri Koponen, el cual jamás se vestiría con la camiseta de Portland.
Para la temporada 2011-12 y tras el lockout, se anunciaba que Brandon Roy se retiraba a causa de sus lesiones, también el equipo rescindía el contrato a Greg Oden, no recuperado aún de sus lesiones, también se marcharía Chris Johnson. El nuevo mánager de Portland, Chad Buchannan, se vio obligado a firmar tres agentes libres: Kurt Thomas, Jamal Crawford y Craig Smith. En marzo de 2012, se produjo otro traspaso a tres bandas, Portland enviaba a Marcus Camby a Houston Rockets a cambio de Hasheem Thabeet y Jonny Flynn, a su vez, Portland enviaba a Gerald Wallace a New Jersey Nets por Mehmet Okur y Shawne Williams, Portland además recibía la primera ronda de Nets del draft del 2012. Pese a la gran cantidad de refuerzos adquiridos, y con el liderazgo de Aldridge y el francés Nicolas Batum, los Blazers terminaron con un 28-38 y fuera de playoffs.

### 2012-2023: La era de Damian Lillard

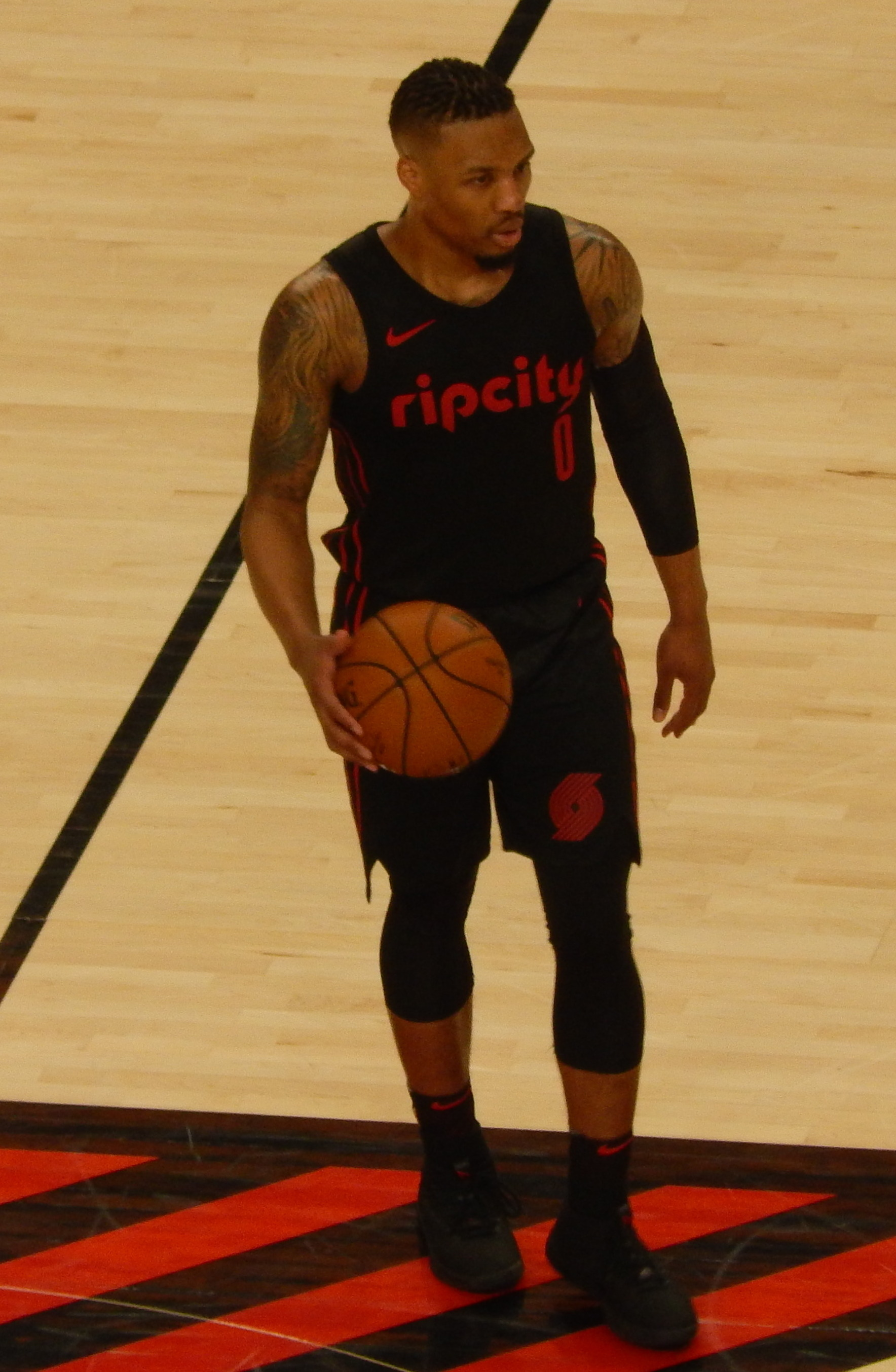
Lillard en 2018.

La 2012-13 se intuía de transición para Portland. El base Damian Lillard fue elegido en sexta posición del draft, y el pívot Meyers Leonard en undécima. El español Víctor Claver, elegido en posición 22 del draft de 2009, se incorporó al equipo.
Para la temporada 2012-13, los Blazers dan un paso adelante con el liderazgo de Aldridge y la irrupción de Damian Lillard dejándoles en enero de 2013 con un récord de 20-15. Pero las lesiones vuelven a azotar al equipo a jugadores como Aldridge, Batum y Matthews, lo que hizo que los Blazers tuvieron una racha de 13 partidos seguidos perdiendo, la mayor en la historia de la franquicia. Finalmente el equipo acabó con un global de 33-49. El base Damian Lillard ganó el Rookie del Año por decisión unánime (el único junto a Ralph Sampson, David Robinson y Blake Griffin), después de promediar 19 puntos y 6,5 asistencias por partido. Lillard fue el cuarto jugador de los Blazers en recibir el premio, uniéndose así a Geoff Petrie, Sidney Wicks y Brandon Roy
Para la temporada 2013-14 los rumores sobre una posible salida de LaMarcus Aldridge comenzaron a sacudir al equipo. En el draft seleccionaron a C.J. McCollum, el cual se lesionó poco antes de empezar la temporada. El equipo mostró una regularidad inesperada, liderados por el gran rendimiento de Aldridge y Lillard y un bloque compacto.
Con un récord de 54-28 el equipo volvía a ingresar a los play-off después de 2 temporadas fructíferas.
Con un increíble tiro de Damian Lillard a falta de 0.9 segundos en el reloj de posesión , Portland eliminaba a Houston Rockets en la primera ronda y así rompía con la mala racha de 14 años sin poder clasificar a semifinales de conferencia.
En esa segunda ronda, el rival fue San Antonio Spurs el cual venció en cinco partidos a Portland.
La temporada 2014-15 comienza con Lillard junto al escolta C.J. McCollum llevaron en sus hombros al equipo, enfrentándose a los continuos problemas defensivos debido a la falta de jugadores interiores y las siempre presentes lesiones. El récord de esta temporada fue de 51-31
En los play-off se vieron reflejados los problemas defensivos que tenía el equipo por lo que fue superado por 4-1 por los Memphis Grizzlies
La temporada 2015-16 comienza con el traspaso de Aldridge a San Antonio Spurs. Esta fue la primera temporada de los Blazers desde 2005-06 sin LaMarcus Aldridge cuando se unió a los San Antonio Spurs durante el verano. A pesar de que uno de los grandes jugadores de su plantilla y de su historia se había ido, el equipo funcionó bien y terminó la temporada con un récord de 44-38 ingresando a los play-off en la quinta posición.En estos Playoffs 2016 el equipo eliminó en la primera ronda a Los Angeles Clippers por un total de 4-2. Sin embargo, su temporada terminó en la siguiente ronda con una derrota ante el campeón defensor de la NBA Golden State Warriors en cinco partidos.
Los Blazers arrancarían Temporada 2016-17 nuevamente con Damian Lillard como jugador franquicia. El equipo funcionaba regular en la ofensiva pero en el ámbito defensivo era malo por lo que a mitad de temporada se realizó un movimiento que le daría esperanza al equipo en el ámbito defensivo traspasando al pívot Mason Plumlee a cambio de Jusuf Nurkić, el equipo logró entrar en los playoffs en la octava posición con un récord de 41-41, aunque las lesiones atacaron a Nurkić y se perdió los primeros partidos de la primera ronda, los Blazers fueron barridos con un 4-0 por los Golden State Warriors quienes posteriormente ganarían el campeonato.
De cara a la temporada 2017-18 situaban a los Blazers fuera de los playoffs debido a la gran competitividad de la Conferencia Oeste. Sin embargo, liderados por su estrella principal Lillard y el gran aporte de McCollum, los dirigidos por Terry Stotts acabaron siendo una de las sorpresas del año, finalizando en tercera posición de la campaña regular con 49 victorias y 33 derrotas. Esta temporada es notable por tener una racha ganadora de 13 partidos en la historia de su franquicia (empatada), comenzando con una victoria sobre Utah Jazz el 23 de febrero, pero terminó con una derrota de 111-115 ante los Houston Rockets el 20 de marzo. El equipo prometía mucho para los playoffs pero bajo el nivel de manera notable, por lo que sorpresivamente cayo en primera ronda por un impensado 4-0 ante los New Orleans Pelicans.
La temporada 2018-19 comenzó con una mala y triste noticia ya que el propietario Paul Allen murió a la edad de 65 años y, por lo tanto, la propiedad del equipo fue (y actualmente es) administrada por su patrimonio. El transcurso de la temporada fue positivo y así fue durante todo el año, un equipo sólido y duro que pelearía por una plaza en los playoffs, la cual consiguió con un récord de 53-29.
En los playoffs, los Trail Blazers derrotaron al Oklahoma City Thunder en la primera ronda, gracias al gran quinto partido de Damian Lillard en el que además de anotar 50 puntos y romper el récord de mayor anotación en playoffs de la franquicia, anotó el triple final desde once metros sobre Paul George. Los Trail Blazers ganaron así su primera serie de playoffs desde 2016.
En las semifinales, los Trail Blazers se enfrentaron a los Denver Nuggets. En el tercer partido de las semifinales, los Trail Blazers derrotaron a los Nuggets 140-137 en el primer partido de playoffs con cuádruple tiempo extra desde 1953. Finalmente derrotarían a los Nuggets en siete partidos, logrando así avanzar a sus primeras Finales de la Conferencia Oeste desde el la temporada 2000.
El rival a vencer eran los campeones defensores de la NBA, Golden State Warriors. En una serie reñida, los Trail Blazers fueron eliminados en cuatro partidos.
La temporada 2019-20 se perfilaba para ser una gran temporada y en la que unos Trail Blazers serían aspirantes por un lugar en esas tan esquivas Finales de la NBA, pero esta temporada fue suspendida por los oficiales de la liga, con el comienzo de la pandemia de Covid-19. Luego del desconcierto generado la NBA decidió mover la organización a una burbuja sanitaria ubicada en la ciudad de Orlando. El 30 de julio arrancó nuevamente la competencia. Esta temporada fue la mejor de Damian Lillard desde que llegó a Portland y promedio 30 puntos, 8 asistencias y 3 rebotes. A pesar de su primera temporada perdedora desde la temporada 2012-13, los Portland Trail Blazers logran entrar a playoffs por séptimo año consecutivo. Se enfrentaron a Los Angeles Lakers en la primera ronda de los playoffs, marcando el primer encuentro entre los dos equipos en los playoffs desde 2002. A pesar de una sólida victoria en el primer partido, Damian Lillard se vio obligado a abandonar la burbuja después de sufrir una lesión en la rodilla derecha en el cuarto, y los Trail Blazers perdieron la serie en 5 partidos.
Durante la temporada 2020-21 el equipo logra la contratación de Robert Covington el cual fue uno de los jugadores más importantes de la temporada y fue el mejor en el aspecto defensivo, nuevamente con Lillard como máximo referente del equipo. Comienza la temporada que fue muy dura ya que en los primeros partidos se lesionó C. J. McCollum, por lo que toda la responsabilidad en el aspecto ofensivo recayó en la estrella del equipo Lillard, el cual respondió con un buen nivel y logró que los Trail Blazers terminaran la temporada con un balance de 42-30, en sexta posición de su conferencia, y clasificando para playoffs por octavo año consecutivo, logrando así la mayor racha de la actualidad de años consecutivos clasificando a playoffs. En primera ronda el rival fue Denver Nuggets equipo el cual su estrella Nikola Jokić había ganado el MVP. En el partido 5 de la serie, Damian Lillard lograría algo histórico, anotó 12 triples superando así el récord de mayor cantidad de triples anotados en un partido de playoffs, que pertenecía a Klay Thompson. Además de romper ese récord, Lillard anotó 55 puntos superando así la mayor marca de la franquicia en playoffs, el récord anterior le pertenecía al mismo Lillard. Sin embargo, a pesar del buen nivel de Damian Lillard, los Trail Blazers cayeron ante los Denver Nuggets por 2-4. Esta derrota generó mucho revuelo en las oficinas de los Trail Blazers ya que hubo muchísimos rumores acerca del futuro de la estrella del equipo, Damian Lillard, los mismos fueron desmentidos por él mismo. Tras la derrora en los playoffs, los Blazers y el entrenador Terry Stotts acordaron mutuamente separarse después de nueve años. El elegido para reemplazar a Stotts fue Chauncey Billups, leyenda de los Detroit Pistons.
Antes del comienzo de la temporada 2021-22, traspasan a Larry Nance Jr. y el equipo comienza con una derrota ante los Sacramento Kings por 121-124. La primera victoria para el equipo y para el nuevo entrenador, Chauncey Billups, fue en el segundo encuentro, en este caso contra Phoenix Suns por 134-105, siendo este uno de los mejores partidos en los últimos años de la franquicia, demostrando un nivel defensivo nunca visto con el entrenador anterior Terry Stotts. El 3 de diciembre se anuncia el despido del General Manager, Neil Olshey, tras 9 temporadas, por violar los códigos de conducta del equipo. Joe Cronin se convierte en general manager interino. El 8 de febrero de 2022, en medio de una temporada perdedora llena de lesiones, los Blazers eligieron traspasar a C.J. McCollum a los New Orleans Pelicans. Termina la temporada regular con un balance de 27-55, en el puesto trece de su conferencia, no clasificándose para playoffs por primera vez en nueve años.
De cara a la 2022-23 se firmó a Gary Payton II y se traspasó a Jerami Grant. El equipo finalizó decimotercero de su conferencia perdiéndose los playoffs por segundo año consecutivo.

### 2023-presente: La era de post-Lillard
El 27 de septiembre de 2023, los Blazers adquirieron a Jrue Holiday, Deandre Ayton y Toumani Camara como parte de un intercambio que envió a Lillard a los Milwaukee Bucks y a Grayson Allen, Jusuf Nurkić, Nassir Little y Keon Johnson a los Phoenix Suns. Además, los Blazers adquirieron una selección de primera ronda del draft de 2029, con la opción de intercambiar con los Bucks por las selecciones de primera ronda de 2028 y 2030. Cuatro días después, Holiday fue traspasado a los Boston Celtics a cambio de Robert Williams III, Malcolm Brogdon y dos futuras selecciones de primera ronda. La temporada terminó con 21 victorias y 61 derrotas, el peor balance de toda la Conferencia Oeste. Se convirtió en el decimocuarto equipo en la historia de la NBA en registrar un mes sin victorias, con marca de 0-9 en febrero. El 16 de marzo de 2024 fueron eliminados de la contienda por los playoffs por tercera temporada consecutiva con su derrota por 126-107 ante los New Orleans Pelicans.

## Trayectoria
| Temporada              | Partidos ganados | Partidos perdidos | % de victorias | Play-offs                                                                                           | Resultados                                                                                         |
| ---------------------- | ---------------- | ----------------- | -------------- | --------------------------------------------------------------------------------------------------- | -------------------------------------------------------------------------------------------------- |
| Portland Trail Blazers |                  |                   |                | | |
| 1970-71                | 29               | 53                | .354           | | |
| 1971-72                | 18               | 64                | .220           | | |
| 1972-73                | 21               | 61                | .256           | | |
| 1973-74                | 27               | 55                | .329           | | |
| 1974-75                | 38               | 44                | .463           | | |
| 1975-76                | 37               | 45                | .451           | | |
| 1976-77                | 49               | 33                | .598           | Gana 1.ª Ronda; Gana Semifinales de Conferencia; Gana Finales de Conferencia; Campeón de la NBA     | Portland 2, Chicago 1; Portland 4, Denver 2; Portland 4, L.A. Lakers 0; Portland 4, Philadelphia 2 |
| 1977-78                | 58               | 24                | .707           | Pierde Semifinales de Conferencia                                                                   | Seattle 4, Portland 2                                                                              |
| 1978-79                | 45               | 37                | .549           | Pierde 1.ª Ronda                                                                                    | Phoenix 2, Portland 1                                                                              |
| 1979-80                | 38               | 44                | .463           | Pierde 1.ª Ronda                                                                                    | Seattle 2, Portland 1                                                                              |
| 1980-81                | 45               | 37                | .549           | Pierde 1.ª Ronda                                                                                    | Kansas City 2, Portland 1                                                                          |
| 1981-82                | 42               | 40                | .512           | | |
| 1982-83                | 46               | 36                | .561           | Gana 1.ª Ronda Pierde Semifinales de Conferencia                                                    | Portland 2, Seattle 0 LA Lakers 4, Portland 1                                                      |
| 1983-84                | 48               | 38                | .585           | Pierde 1.ª Ronda                                                                                    | Phoenix 3, Portland 2                                                                              |
| 1984-85                | 42               | 40                | .512           | Gana 1.ª Ronda Pierde Semifinales de Conferencia                                                    | Portland 3, Dallas 1 LA Lakers 4, Portland 1                                                       |
| 1985-86                | 40               | 42                | .489           | Pierde 1.ª Ronda                                                                                    | Denver 3, Portland 1                                                                               |
| 1986-87                | 49               | 33                | .598           | Pierde 1.ª Ronda                                                                                    | Houston 3, Portland 1                                                                              |
| 1987-88                | 53               | 29                | .646           | Pierde 1.ª Ronda                                                                                    | Utah 3, Portland 1                                                                                 |
| 1988-89                | 39               | 43                | .476           | Pierde 1.ª Ronda                                                                                    | LA Lakers 3, Portland 0                                                                            |
| 1989-90                | 59               | 23                | .720           | Gana 1.ª Ronda Gana Semifinales de Conferencia Gana Finales de Conferencia Pierde Finales de la NBA | Portland 3, Dallas 0 Portland 4, San Antonio 3 Portland 4, Phoenix 2 Detroit 4, Portland 1         |
| 1990-91                | 63               | 19                | .768           | Gana 1.ª Ronda Gana Semifinales de Conferencia Pierde Finales de Conferencia                        | Portland 3, Seattle 2 Portland 4, Utah 1 LA Lakers 4, Portland 2                                   |
| 1991-92                | 57               | 25                | .695           | Gana 1.ª Ronda Gana Semifinales de Conferencia Gana Finales de Conferencia Pierde Finales de la NBA | Portland 3, LA Lakers 1 Portland 4, Phoenix 1 Portland 4, Utah 2 Chicago 4, Portland 2             |
| 1992-93                | 51               | 31                | .622           | Pierde 1.ª Ronda                                                                                    | San Antonio 3, Portland 1                                                                          |
| 1993-94                | 47               | 35                | .573           | Pierde 1.ª Ronda                                                                                    | Houston 3, Portland 1                                                                              |
| 1994-95                | 44               | 38                | .537           | Pierde 1.ª Ronda                                                                                    | Phoenix 3, Portland 0                                                                              |
| 1995-96                | 44               | 38                | .537           | Pierde 1.ª Ronda                                                                                    | Utah 3, Portland 2                                                                                 |
| 1996-97                | 49               | 33                | .598           | Pierde 1.ª Ronda                                                                                    | LA Lakers 3, Portland 1                                                                            |
| 1997-98                | 46               | 36                | .561           | Pierde 1.ª Ronda                                                                                    | LA Lakers 3, Portland 1                                                                            |
| 1998-99                | 35               | 15                | .700           | Gana 1.ª Ronda Gana Semifinales de Conferencia Pierde Final de Conferencia                          | Portland 3, Phoenix 0 Portland 4, Utah 2 San Antonio 4, Portland 0                                 |
| 1999-2000              | 59               | 23                | .720           | Gana 1.ª Ronda Gana Semifinales de Conferencia Pierde Finales de Conferencia                        | Portland 3, Minnesota 1 Portland 4, Utah 1 LA Lakers 4, Portland 3                                 |
| 2000-01                | 50               | 32                | .610           | Pierde 1.ª Ronda                                                                                    | LA Lakers 3, Portland 0                                                                            |
| 2001-02                | 49               | 33                | .598           | Pierde 1.ª Ronda                                                                                    | LA Lakers 3, Portland 0                                                                            |
| 2002-03                | 50               | 32                | .610           | Pierde 1.ª Ronda                                                                                    | Dallas 4, Portland 3                                                                               |
| 2003-04                | 41               | 41                | .500           | | |
| 2004-05                | 27               | 55                | .329           | | |
| 2005-06                | 21               | 61                | .256           | | |
| 2006-07                | 32               | 50                | .400           | | |
| 2007-08                | 41               | 41                | .500           | | |
| 2008-09                | 54               | 28                | .659           | Pierde 1.ª Ronda                                                                                    | Houston 4, Portland 2                                                                              |
| 2009-10                | 50               | 32                | .610           | Pierde 1.ª Ronda                                                                                    | Phoenix 4, Portland 2                                                                              |
| 2010-11                | 48               | 34                | .585           | Pierde 1.ª Ronda                                                                                    | Dallas 4, Portland 2                                                                               |
| 2011-12                | 28               | 38                | .424           | | |
| 2012-13                | 33               | 49                | .402           | | |
| 2013-14                | 54               | 28                | .659           | Gana 1.ª Ronda Pierde Semifinales de Conferencia                                                    | Portland 4, Houston 2 San Antonio 4, Portland 1                                                    |
| 2014-15                | 51               | 31                | .622           | Pierde 1.ª Ronda                                                                                    | Memphis 4, Portland 1                                                                              |
| 2015-16                | 44               | 38                | .537           | Gana 1.ª Ronda Pierde Semifinales de Conferencia                                                    | Portland 4, LA Clippers 2 Golden State 4, Portland 1                                               |
| 2016-17                | 41               | 41                | .500           | Pierde 1.ª Ronda                                                                                    | Golden State 4, Portland 0                                                                         |
| 2017-18                | 49               | 33                | .598           | Pierde 1.ª Ronda                                                                                    | Nueva Orleans 4, Portland 0                                                                        |
| 2018-19                | 53               | 29                | .646           | Gana 1.ª Ronda Gana Semifinales de Conferencia Pierde Finales de Conferencia                        | Portland 4, Oklahoma City 1 Portland 4, Denver 3 Golden State 4, Portland 0                        |
| 2019-20                | 35               | 39                | .473           | Pierde 1.ª Ronda                                                                                    | LA Lakers 4, Portland 1                                                                            |
| 2020-21                | 42               | 30                | .583           | Pierde 1.ª Ronda                                                                                    | Denver 4, Portland 2                                                                               |
| 2021-22                | 27               | 55                | .329           | | |
| 2022-23                | 33               | 46                | .418           | | |
| 2023-24                | 21               | 61                | .256           | | |
| 2024-25                | 36               | 46                | .439           | | |
| Totales                | 2328             | 2116              | .524           | | |
| Playoffs               | 119              | 155               | .434           | 1 Campeonato                                                                                        | 1 Campeonato                                                                                       |

## Jugadores

### Plantilla actual

#### Derechos internacionales
Los Trail Blazers tienen los derechos internacionales sobre los siguientes jugadores.
| Draft | Ronda | Puesto | Jugador    | Pos. | Nacionalidad | Equipo actual              | Nota(s)                                     | Ref    |
| ----- | ----- | ------ | ---------- | ---- | ------------ | -------------------------- | ------------------------------------------- | ------ |
| 2008  | 2     | 44     | Ante Tomić | C    | Croacia      | Joventut Badalona (España) | Adquirido de los New York Knicks (vía Utah) | [ 54 ] |

### Jugadores incluidos en elSalón de la Fama
- Clyde Drexler
- Arvydas Sabonis
- Dražen Petrović
- Dr. Jack Ramsay (entrenador)
- Bill Walton
- Lenny Wilkens
- Scottie Pippen

### Números retirados
| Números retirados por Portland Trail Blazers |                |            |                  |
| N.º                                          | Jugador        | Posición   | Años             |
| 1                                            | Larry Weinberg | Fundador   | 1975–88          |
| 13                                           | Dave Twardzik  | B          | 1976–80          |
| 14                                           | Lionel Hollins | B          | 1975–80          |
| 15                                           | Larry Steele   | B          | 1971–80          |
| 20                                           | Maurice Lucas  | A          | 1976–80, 1987–88 |
| 22                                           | Clyde Drexler  | B          | 1983–95          |
| 30                                           | Bob Gross      | A          | 1975–82          |
| 30                                           | Terry Porter   | B          | 1985–95          |
| 32                                           | Bill Walton    | P          | 1974–79          |
| 36                                           | Lloyd Neal     | A, P       | 1972–79          |
| 45                                           | Geoff Petrie   | B, A       | 1970–76          |
| 77 2                                         | Jack Ramsay    | Entrenador | 1976–86          |
| (Micrófono)                                  | Bill Schonely  | Locutor    | 1970-98          |

1 Fundador del equipo, 1970-88 (número honorífico, puede ser llevado por los jugadores)

2 Número en recuerdo de la temporada 1976-77, fecha del primer y único título de campeón de Portland

## Entrenadores
| #  | Nombre           | Tiempo        | Temporada regular | Temporada regular | Temporada regular | Temporada regular | Playoffs | Playoffs | Playoffs | Playoffs | Premios/Campeonatos                                                             | Ref    |
| #  | Nombre           | Tiempo        | PD                | V                 | D                 | %V-D              | PD       | V        | D        | %V-D     | Premios/Campeonatos                                                             | Ref    |
| -- | ---------------- | ------------- | ----------------- | ----------------- | ----------------- | ----------------- | -------- | -------- | -------- | -------- | ------------------------------------------------------------------------------- | ------ |
| 1  | Rolland Todd*    | 1970–1972     | 138               | 41                | 97                | .297              | —        | —        | —        | —        |                                                                                 | [ 55 ] |
| 2  | Stu Inman*       | 1972          | 26                | 6                 | 20                | .231              | —        | —        | —        | —        |                                                                                 | [ 56 ] |
| 3  | Jack McCloskey*  | 1972–1974     | 164               | 48                | 116               | .293              | —        | —        | —        | —        |                                                                                 | [ 57 ] |
| 4  | Lenny Wilkens†   | 1974–1976     | 164               | 75                | 89                | .457              | —        | —        | —        | —        | Uno de los 10 mejores entrenadores de la historia de la NBA                     | [ 59 ] |
| 5  | Jack Ramsay†     | 1976–1986     | 820               | 453               | 367               | .552              | 59       | 29       | 30       | .492     | 1 Campeonato (1977) Uno de los 10 mejores entrenadores de la historia de la NBA | [ 61 ] |
| 6  | Mike Schuler     | 1986–1988     | 211               | 127               | 84                | .602              | 8        | 2        | 6        | .250     | Entrenador del Año de la NBA 1986-87                                            | [ 63 ] |
| 7  | Rick Adelman     | 1988–1994     | 445               | 291               | 154               | .654              | 69       | 36       | 33       | .522     |                                                                                 | [ 64 ] |
| 8  | P. J. Carlesimo  | 1994–1997     | 246               | 137               | 109               | .557              | 12       | 3        | 9        | .250     |                                                                                 | [ 65 ] |
| 9  | Mike Dunleavy    | 1997–2001     | 296               | 190               | 106               | .642              | 36       | 18       | 18       | .500     | Entrenador del Año de la NBA 1998-99                                            | [ 66 ] |
| 10 | Maurice Cheeks   | 2001–2005     | 301               | 162               | 139               | .538              | 10       | 3        | 7        | .300     |                                                                                 | [ 67 ] |
| 11 | Kevin Pritchard* | 2005          | 27                | 5                 | 22                | .185              | —        | —        | —        | —        |                                                                                 | [ 68 ] |
| 12 | Nate McMillan    | 2005–2012     | 535               | 266               | 269               | .497              | 18       | 6        | 12       | .333     |                                                                                 | [ 69 ] |
| 13 | Kaleb Canales*   | 2012          | 23                | 8                 | 15                | .348              | —        | —        | —        | —        |                                                                                 | [ 70 ] |
| 14 | Terry Stotts     | 2012–2021     | 720               | 402               | 318               | .558              | 62       | 22       | 40       | .355     |                                                                                 | [ 71 ] |
| 15 | Chauncey Billups | 2021-presente |                   |                   |                   |                   |          |          |          |          |                                                                                 | [ 72 ] |

- Rick Adelman fue el entrenador de Portland Trail Blazers entre 1988 y 1994, llevándolos a dos Finales de la NBA, en 1990 y 1992.
- Maurice Cheeks fue entrenador de los Blazers desde 2001 hasta 2005
- Nate McMillan fue entrenador de los Blazers desde 2005 hasta 2012

## Pabellones
- Memorial Coliseum (1970-1995)
- Rose Garden / Moda Center (1995-presente)

## Gestión

### General Managers
| GM               | Periodo          |
| ---------------- | ---------------- |
| Harry Glickman   | 1970–1981        |
| Stu Inman        | 1981–1986        |
| Bucky Buckwalter | 1986–1992        |
| Geoff Petrie     | 1992–1994        |
| Bob Whitsitt     | 1994–2003        |
| John Nash        | 2003–2006        |
| Steve Patterson  | 2006–2007        |
| Tod Leiweke      | 2007             |
| Kevin Pritchard  | 2007–2010        |
| Rich Cho         | 2010–2011        |
| Chad Buchanan    | 2011–2012        |
| Neil Olshey      | 2012–2021        |
| Joe Cronin       | 2021-Actualmente |

## Premios
| MVP de la Temporada de la NBA - Bill Walton – 1978 Rookie del Año de la NBA - Geoff Petrie – 1971 - Sidney Wicks – 1972 - Brandon Roy – 2007 - Damian Lillard – 2013 Mejor Sexto Hombre de la NBA - Clifford Robinson – 1993 Jugador Más Mejorado de la NBA - Kevin Duckworth – 1988 - Zach Randolph – 2004 - C. J. McCollum – 2016 Entrenador del Año de la NBA - Mike Schuler – 1987 - Mike Dunleavy – 1999 Ejecutivo del Año de la NBA - Bucky Buckwalter – 1991 Compañero del Año de la NBA - Damian Lillard - 2021 | Mejor Quinteto de la NBA - Bill Walton – 1978 - Clyde Drexler – 1992 - Damian Lillard – 2018 Segundo Mejor Quinteto de la NBA - Bill Walton – 1977 - Maurice Lucas – 1978 - Jim Paxson – 1984 - Clyde Drexler – 1988, 1991 - Brandon Roy – 2009 - LaMarcus Aldridge – 2015 - Damian Lillard – 2016, 2020, 2021 Tercer Mejor Quinteto de la NBA - Clyde Drexler – 1990 - Brandon Roy – 2010 - LaMarcus Aldridge – 2011, 2014 - Damian Lillard – 2014, 2023 Mejor quinteto defensivo de la NBA - Bill Walton – 1977, 1978 - Maurice Lucas – 1978 - Lionel Hollins – 1978 - Buck Williams – 1990, 1991 Segundo mejor quinteto defensivo de la NBA - Bob Gross – 1978 - Maurice Lucas – 1979 - Lionel Hollins – 1979 - Kermit Washington – 1980, 1981 - Buck Williams – 1992 - Scottie Pippen – 2000 - Theo Ratliff – 2004 | Mejor quinteto de rookies de la NBA - Geoff Petrie – 1970 - Sidney Wicks – 1972 - Lloyd Neal – 1973 - Lionel Hollins – 1976 - Mychal Thompson – 1979 - Ron Brewer – 1979 - Calvin Natt – 1980 - Kelvin Ransey – 1981 - Sam Bowie – 1985 - Arvydas Sabonis – 1996 - Brandon Roy – 2007 - LaMarcus Aldridge – 2007 - Damian Lillard – 2013 Segundo mejor quinteto de rookies de la NBA - Rudy Fernández – 2009 All-Stars de la NBA - Geoff Petrie – 1971, 1974 - Sidney Wicks – 1972, 1973, 1974, 1975 - Maurice Lucas – 1977, 1978, 1979 - Bill Walton – 1977, 1978 - Lionel Hollins – 1978 - Kermit Washington – 1980 - Jim Paxson – 1983, 1984 - Clyde Drexler – 1986, 1988, 1989, 1990, 1991, 1992, 1993, 1994 - Kevin Duckworth – 1989, 1991 - Terry Porter – 1991, 1993 - Clifford Robinson – 1994 - Rasheed Wallace – 2000, 2001 - Brandon Roy – 2008, 2009, 2010 - LaMarcus Aldridge – 2012, 2013, 2014, 2015 - Damian Lillard – 2014, 2015, 2018, 2019, 2020, 2021 |

## Apoyo de fanes o “Blazermania”
La relación entre el equipo y sus fanáticos, comúnmente conocida como "Blazermania", ha sido bien documentada. Los Trail Blazers han sido durante mucho tiempo uno de los principales atractivos de la NBA, con la excepción de dos períodos en la historia del equipo. El equipo dibujó mal durante sus primeras cuatro temporadas de existencia, sin lograr un promedio de más de 10.000 espectadores por partido. La asistencia aumentó durante la temporada 1974–75, cuando el equipo seleccionó a Bill Walton.
El fenómeno conocido como Blazermania comenzó durante la temporada 1976–77, cuando el equipo registró su primer récord ganador, hizo su primera aparición en los playoffs y capturó su único título de la NBA, derrotando a los muy favorecidos Philadelphia 76ers en las Finales de la NBA; el equipo ha sido popular en Portland desde entonces. [29] [188] Esa temporada, el equipo comenzó una racha de entradas agotadas que continuó hasta que el equipo se mudó al Rose Garden en 1995. El equipo continuó promediando más de 19.000 espectadores por partido hasta la temporada 2003-04, cuando la asistencia declinó después de que el equipo siguiera sufriendo problemas de imagen debido a la reputación de "Jail Blazer" que había ganado, y ya no era tan competitivo en la cancha.
Después de reclutar al eventual Novato del Año y tres veces All Star Brandon Roy en 2006, la asistencia aumentó en la temporada 2006-07 y continuó recuperándose en la temporada 2007-08. Los últimos 27 partidos en casa de la temporada 2007-2008 se agotaron de forma consecutiva, una racha que continuó durante toda la temporada 2008-2009 y hasta el comienzo de la temporada 2011-2012.
Desde el año 2012 en el equipo esta Damian Lillard, que declara constantemente que la afición de los Blazers es la mejor de la NBA y que es esto lo que hizo que se haya quedado tanto tiempo en la ciudad y en el equipo.
Muchos exjugadores de los Blazers se establecen en el área de Portland después de su retiro y participan en la comunidad de diversas formas.
El grito de guerra del equipo, "Rip City", fue acuñado por Schonely durante la primera temporada del equipo y sigue siendo una parte integral de la identidad del equipo y de la base de fanáticos.